# 寿一実
寿 一実（ことぶき かずみ、1956年〈昭和31年〉5月26日 - 2023年〈令和5年〉5月5日）は、日本の喜劇役者、ローカルタレント。
本名及び旧芸名は中川 一美（なかがわ かずよし）。吉本興業福岡支社（福岡吉本）所属。九州新喜劇座長。

## 来歴・人物
芦屋市立芦屋高等学校を卒業し、劇団アカデミーに所属後、吉本の林正之助会長の紹介で1976年7月11日に吉本興業入りし、吉本新喜劇の座員となった。
吉本新喜劇では副座長の経歴を持ち、木村進（三代目博多淡海）や間寛平座長公演では、新喜劇の「筋運び」を任されていた。現在の新喜劇にも通じる「ハゲキャラ」のはしりで、トイレの吸盤をつけ走りまわるネタや、ハゲた部分で原哲男からマッチの火をつけられるネタを持つなど、中堅座員として活躍した。
「新喜劇やめよっカナ?キャンペーン」が開始された1989年に一度引退。原因は連帯保証人となった先輩芸人の借金であり、背負わされた借金を返済する為、故郷の佐世保に戻り、不動産業で全額返済した。その後、吉本興業の九州進出による地元タレント育成の役割を期待され、1992年1月に福岡吉本で芸能界に復帰した。福岡吉本在籍以降は、芸名を寿一実に改名し、主に福岡、長崎のローカルテレビ番組に出演している。
2016年8月28日に、芸歴40周年と自身の還暦記念として、飯塚市の嘉穂劇場で記念公演「寿一実 還暦記念公演～耳順じじゅん・祝ってもらってよかですか?～」を開催した。記念公演で内場勝則、石田靖、博多華丸・大吉らをゲストに迎えて上演した「福岡版新喜劇」を基に、2018年に「九州新喜劇」を立ち上げ、初代座長に就任した。
2023年5月5日、長崎県内の病院で死去した。66歳没。

## 過去の出演番組
- 今日感テレビ（RKB毎日放送）
- ナイトシャッフル（福岡放送）
- きらり九州めぐり逢い（TVQ九州放送）- 旅人。毎週放送されているが、2週おきに1回のペースで出演。
- 情報レシピ ニジ☆ゴジ（テレビ西日本）
- ももち浜ストア（テレビ西日本）
- ひるじげドン（長崎国際テレビ）※同局の「24時間テレビ」のメインパーソナリティに2006年から2年連続で起用された。
- 孤独のグルメ Season4 特別編（2014年8月9日、テレビ東京） - サラリーマン5 役

### CM
- キリン一番搾り（2008年3月 - 4月）